# Ness City
Ness City è un comune degli Stati Uniti d'America, situato nello Stato del Kansas, nella Contea di Ness, della quale è il capoluogo.